# روي فيرنون
روي فيرنون (بالإنجليزية: Roy Vernon)‏ (14 أبريل 1937 في المملكة المتحدة - 4 ديسمبر 1993) هو لاعب كرة قدم بريطاني في مركز الهجوم، شارك في كأس العالم 1958. وشارك مع منتخب ويلز لكرة القدم. أما مع النوادي، فقد لعب مع بلاكبيرن روفرز وستوك سيتي ونادي إيفرتون وكليفلاند ستوكرز ونادي هاليفاكس تاون ونادي هيلانك ونادي مدينة كيب تاون ‏ وGreat Harwood Town F.C. ‏.

## وصلات خارجية
- روي فيرنون على موقع ناشيونال فوتبول تيمز (الإنجليزية)